# 5318 Dientzenhofer
5318 Dientzenhofer este un asteroid din centura principală de asteroizi.

## Descriere
5318 Dientzenhofer este un asteroid din centura principală de asteroizi. A fost descoperit pe 21 aprilie 1985 la Observatorul Kleť de Antonín Mrkos. Asteroidul prezintă o orbită caracterizată de o semiaxă mare de 2,29 ua, o excentricitate de 0,13 și o înclinație de 3,3° în raport cu ecliptica.